# Leszczyna turecka Sabina
Leszczyna turecka (drzewiasta) Sabina – pomnik przyrody, leszczyna turecka (Corylus colurna), rosnący w miejscowości Sobota w gminie Lwówek Śląski, w powiecie lwóweckim województwa dolnośląskiego. Drzewo znajduje się w centralnej części miejscowości.
Wysokość drzewa to 22 m. Obwód pnia wynosi 261 cm, a pierśnica mierzy 83 cm. Leszczyna opatrzona jest stosowną tabliczką.